# Pinakol
Pinakol är en vit fast organisk förening. Det är en diol som har hydroxylgrupper (-OH) på vicinala kolatomer.

## Framställning
Pinakol kan framställas från aceton genom en pinakolkopplingsreaktion:

## Reaktioner
Eftersom pinakol är en vicinal diol kan den övergå till pinakolon genom pinakolomlagring, exempelvis genom upphettning med svavelsyra:

## Användning
Pinakol kan användas med boran och bortriklorid för att producera användbara syntetiska intermediärer såsom pinakolboran, bis(pinakolato)dibor och pinakolklorboran.